# Вызов Дегранж-Коломбо 1956
9-й сезон Вызова Дегранж-Коломбо — велошоссейного сезонного турнира 1956 года.

## Обзор сезона
Календарь турнира состоял из 11 гонок. Среди победителей гонок не оказалось представителей Италии.
Регламент турнира остался прежним. Он предусматривал начисление очков первым 15 гонщикам на каждой гонке (на гранд-турах очки удваивались). Чтобы быть классифицированным в итоговом рейтинге гонщик должен был принять участие минимум в одной гонке проводимой в каждой из стран-организаторов (Бельгия, Италия и Франция), участие в Швейцарии было не обязательным. Национальный рейтинг рассчитывался как сумма пяти лучших результатов гонщиков от страны на каждой из гонок.
Начисляемые очки
| Гонки / Место   | 1  | 2  | 3  | 4  | 5  | 6  | 7  | 8  | 9  | 10 | 11 | 12 | 13 | 14 | 15 |
| --------------- | -- | -- | -- | -- | -- | -- | -- | -- | -- | -- | -- | -- | -- | -- | -- |
| Гранд-туры      | 40 | 34 | 30 | 26 | 22 | 20 | 18 | 16 | 14 | 12 | 10 | 8  | 6  | 4  | 2  |
| Остальные гонки | 20 | 17 | 15 | 13 | 11 | 10 | 9  | 8  | 7  | 6  | 5  | 4  | 3  | 2  | 1  |

Победителем индивидуального рейтинга стал бельгиец Альфред Де Брюйн, который выиграл Милан — Сан-Ремо и Льеж — Бастонь — Льеж. Второе место занял ещё один бельгиец Стан Окерс, опередивший на два очка третьего призёра француза Жана Форестье. В первой десятке не оказалось ни одного представителя Италии. Отчасти это было связано с тем, что лучшие их гонщики не приняли участие в гонках во всех странах-организаторах, в результате чего не были классифицированы в итоговом рейтинге. Например Фьоренцо Маньи, попавший на подиумы Милан — Сан-Ремо, Джиро д’Италия  и Джиро ди Ломбардия, набрал на них 68 очков.
Среди стран третий год подряд первенствовала Бельгия.

## Календарь
| №  | Дата              | Гонка                 | Победитель          |
| -- | ----------------- | --------------------- | ------------------- |
| 1  | 19 марта          | Милан — Сан-Ремо      | Альфред Де Брюйн    |
| 2  | 2 апреля          | Тур Фландрии          | Жан Форестье        |
| 3  | 8 апреля          | Париж — Рубе          | Луисон Бобе         |
| 4  | 22 апреля         | Париж — Брюссель      | Рик ван Лой         |
| 5  | 5 мая             | Флеш Валонь           | Рихард Ван Генехтен |
| 6  | 6 мая             | Льеж — Бастонь — Льеж | Альфред Де Брюйн    |
| 7  | 19 мая – 10 июня  | Джиро д’Италия        | Шарли Голь          |
| 8  | 16 июня – 23 июня | Тур Швейцарии         | Рольф Граф          |
| 9  | 5 июля – 28 июля  | Тур де Франс          | Роже Валковяк       |
| 10 | 7 октября         | Париж — Тур           | Альбер Буве         |
| 11 | 21 октября        | Джиро ди Ломбардия    | Андре Дарригад      |

## Итоговый рейтинг

### Индивидуальный
| №  | Гонщик             | Команда | Очки |
| -- | ------------------ | ------- | ---- |
| 1  | Альфред Де Брюйн   |         | 83   |
| 2  | Стан Окерс         |         | 62   |
| 3  | Жан Форестье       |         | 60   |
| 4  | Андре Влайен       |         | 46   |
| 5  | Луисон Бобе        |         | 43   |
| 5  | Йозеф Планкарт     |         | 43   |
| 5  | Рик Ван Стенберген |         | 43   |
| 8  | Жермен Дерийке     |         | 41   |
| 8  | Жильберт Бовин     |         | 41   |
| 10 | Роже Валковяк      |         | 40   |

### Национальный
| № | Страна     | Очки |
| - | ---------- | ---- |
| 1 | Бельгия    | 569  |
| 2 | Франция    | 326  |
| 3 | Италия     | 323  |
| 4 | Швейцария  | 61   |
| 4 | Нидерланды | 61   |
| 6 | Люксембург | 51   |
| 7 | Испания    | 36   |
| 8 | ФРГ        | 14   |